# Cecilia Gessa

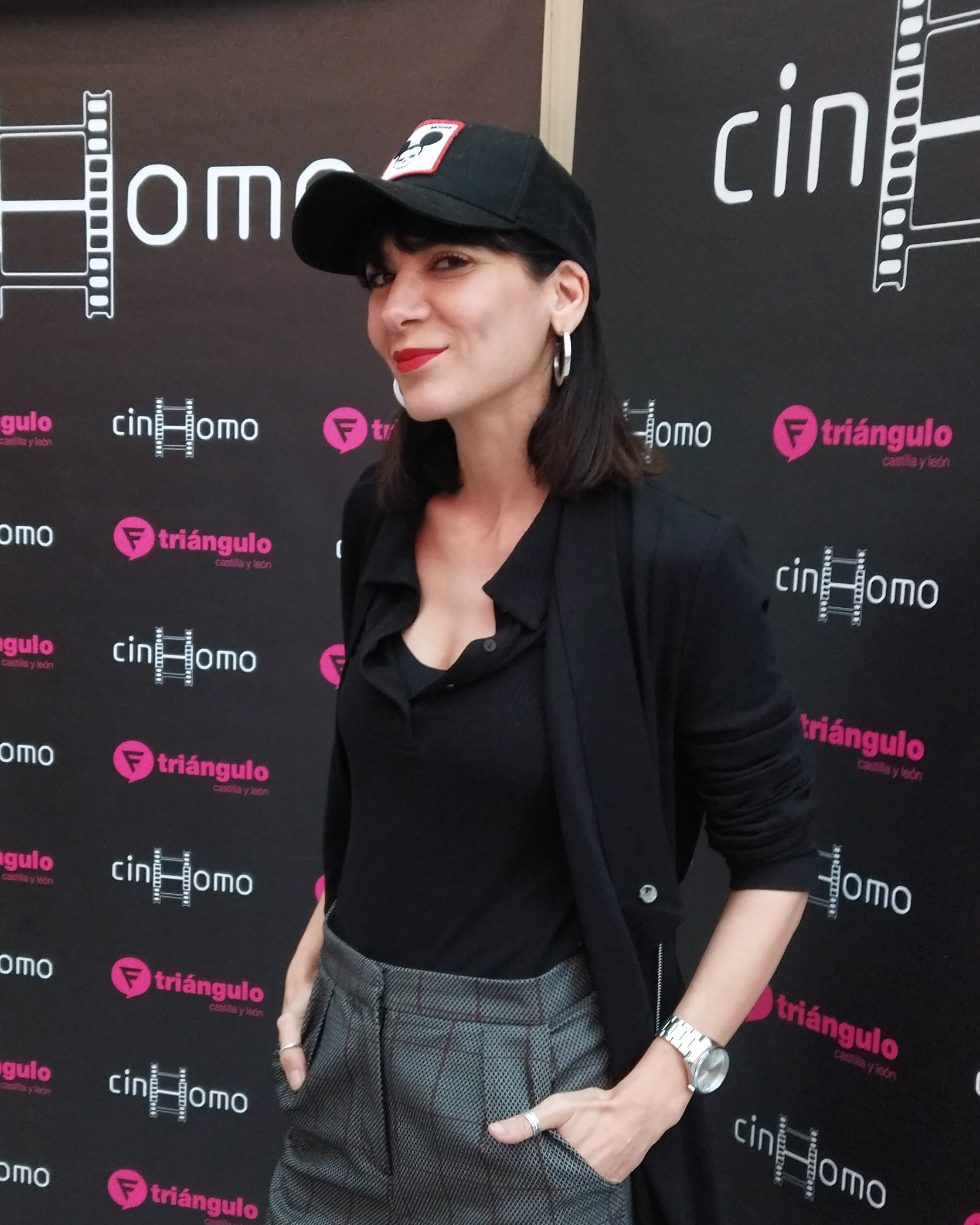
Cecilia Gessa, 2024

Cecilia Gessa (* 22. November 1977 in Madrid, Spanien, Pseudonym Celia Blanco) ist eine spanische Schauspielerin und Autorin und ehemalige Pornodarstellerin.

## Leben
Gessa war Kellnerin in einem Nachtclub, bevor sie im Alter von 21 Jahren als Pornodarstellerin entdeckt wurde. In Spanien war sie mehrfach im Fernsehen in Interviews und Talkshows zu sehen. Sie war auf Deckblättern von Zeitschriften abgebildet, darunter auch dem Playboy. 2005 wurde ihre Biographie Secretos de una Pornstar („Geheimnisse eines Pornostars“) veröffentlicht. Inzwischen hat Cecilia Gessa die Branche verlassen und ist als Schauspielerin und Autorin tätig.

## Auszeichnungen
- 2002: Ninfa Prize nominee – Best Spanish Actress – Delirio y Carne
- 2003: Ninfa Prize nominee – Best Supporting Spanish Actress – Las Lágrimas de Eros
- 2005: Ninfa Prize nominee – Best Spanish Actress – Hotel Lolita 6
- 2005: Ninfa Prize nominee – Best Spanish Actress – La Orina y el Relámpago

## Filmografie (Auswahl)
- 2003: Compulsión
- 2007: Angeles perversos (Erotikfilm)
- 2010: Yo soy de amor
- 2010: El horror de la dama del lago

## Bücher
- Celia Blanco: Secretos de una pornostar Ediciones B, 2005, ISBN 978-84-666-2077-2